# Ashley Weinhold
Ashley Weinhold (nascida em 20 de junho de 1989) é uma jogadora profissional norte-americana de tênis, detentora de dois títulos em simples e oito títulos em duplas de nível ITF (Federação Internacional de Tênis).
Atingiu a posição de número 181 do ranking de simples da WTA em 10 de outubro de 2011 e ocupou a 221.ª posição de duplas em 8 de outubro de 2012. Foi convidada seis vezes para participar do Aberto dos Estados Unidos. Weinhold gosta de jogar na competição no piso saibro e joga tênis desde dois anos de idade. Ashley ainda não conquistou um título da WTA, no entanto, já conquistou um total de três títulos na ITF. Tornou-se profissional em 2007.

## Carreira

### Aberto dos Estados Unidos (U.S. Open) de tênis
Natural de Tyler, Texas, Weinhold recebeu um wildcard para disputar a qualificação do Aberto dos Estados Unidos de 2006 e perdeu na competição final de qualificação. Igualmente, recebeu um wildcard para participar na competição de duplas com Jamie Hampton, onde perderam para Anna Chakvetadze e Elena Vesnina (6–2, 6–2) na primeira rodada. Recebeu um wildcard para competir em duplas mistas ao lado de Donald Young, onde perderam para Fabrice Santoro e Nathalie Dechy, 6–2, 6–3.
Em 2007, foi contemplada com wildcard para a chave principal do Aberto dos Estados Unidos. Lá, ela perdeu para Chakvetadze, 6–1, 6–1. Nas duplas, ao lado de Madison Brengle, Weinhold perdeu na primeira rodada para Stéphanie Foretz e Yaroslava Shvedova, 6–0, 6–3. Ashley e Ryan Sweeting perderam na primeira rodada da competição de duplas mistas para Vladimíra Uhlířová e Simon Aspelin, 4–6, 6–3, [10–8].

## Estatísticas da carreira

### Simples: 8 finais (3–5)
| Torneio $100,000 |
| Torneio $75,000  |
| Torneio $50,000  |
| Torneio $25,000  |
| Torneio $10,000  |

| Resultado | N.º | Data                    | Torneio                       | Piso   | Adversária da final     | Placar      |
| Campeã    | 1.  | 9 de julho de 2006      | Southlake, Estados Unidos     | Duro   | Helen Besovic           | 3-6 6-3 6-3 |
| Finalista | 2.  | 6 de outubro de 2008    | Southlake, Estados Unidos     | Duro   | Jacqueline Cako         | 3-6 6-4 3-6 |
| Finalista | 3.  | 8 de dezembro de 2008   | Benicarló, Espanha            | Saibro | María Teresa Torró Flor | 4-6 6-1 5-7 |
| Finalista | 4.  | 17 de outubro de 2010   | Troy, Estados Unidos          | Duro   | Rebecca Marino          | 1-6 2-6     |
| Campeã    | 5.  | 13 de fevereiro de 2011 | Rancho Mirage, Estados Unidos | Duro   | Kristýna Plíšková       | 6-3 3-6 7-5 |
| Finalista | 6.  | 10 de junho de 2012     | El Paso, Estados Unidos       | Duro   | Marie-Ève Pelletier     | 5-7 4-6     |
| Campeã    | 7.  | 27 de outubro de 2013   | Quintana Roo, México          | Duro   | Renata Zarazúa          | 6-3 4-6 7-5 |
| Finalista | 8.  | 8 de junho de 2014      | El Paso, Estados Unidos       | Duro   | Elise Mertens           | 1-6 6-3 4-6 |

### Duplas: 22 finais (15–7)
| Resultado | N.º | Data                    | Torneio                     | Piso     | Parceira            | Adversárias da final                           | Placar           |
| Campeã    | 1.  | 4 de junho de 2006      | Houston, Estados Unidos     | Duro     | Jillian O'Neill     | Elena Gantcheva Klara Jagosova                 | 6-7 (6) 7-5 6-2  |
| Campeã    | 2.  | 27 de junho de 2006     | Edmond, Estados Unidos      | Duro     | Alexa Glatch        | Elizabeth Kaufman Lindsey Nelson               | 6-4 6-4          |
| Finalista | 1.  | 4 de junho de 2006      | Southlake, Estados Unidos   | Duro     | Nina Munch-Soegaard | Dominika Diešková Courtney Nagle               | 6-2 6-7 (4) 3-6  |
| Finalista | 2.  | 9 de junho de 2008      | El Paso, Estados Unidos     | Duro     | Lindsay Lee-Waters  | Surina De Beer Lauren Albanese                 | 3-6 3-6          |
| Campeã    | 3.  | 10 de novembro de 2008  | Mallorca, Espanha           | Saibro   | Catarina Ferreira   | Lucia Sainz-Pelegri Cristina Sanchez-Quintanar | 6-3 5-7 10-8     |
| Campeã    | 4.  | 24 de novembro de 2008  | La Vall d'Uixó, Espanha     | Duro     | Lucia Sainz-Pelegri | Conny Perrin Stefania Boffa                    | 6-2 6-3          |
| Campeã    | 5.  | 15 de junho de 2009     | Brownsville, Estados Unidos | Duro     | Sacha Jones         | Ester Goldfeld Macall Harkins                  | 6–3, 6–3         |
| Campeã    | 6.  | 27 de julho de 2009     | St. Joseph, Estados Unidos  | Duro     | Irina Falconi       | Chelsea Orr Caitlin Whoriskey                  | 6-4 7-6 (6)      |
| Campeã    | 7.  | 24 de maio de 2010      | Sumter, Estados Unidos      | Duro     | Alexandra Mueller   | Nicole Melichar Alexandra Leatu                | 6-1 6-3          |
| Finalista | 3.  | 7 de junho de 2010      | El Paso, Estados Unidos     | Duro     | Lindsay Lee-Waters  | Angela Haynes Ahsha Rolle                      | 3-6 7-6 (5) 5-7  |
| Campeã    | 8.  | 4 de junho de 2012      | El Paso, Estados Unidos     | Duro     | Sanaz Marand        | Fatma Al-Nabhani María Fernanda Álvarez Terán  | 6-4, 6-3         |
| Finalista | 4.  | 15 de julho de 2013     | Portland, Estados Unidos    | Saibro   | Sanaz Marand        | Irina Falconi Nicole Melichar                  | 6-4, 3-6, [8-10] |
| Campeã    | 9.  | 20 de outubro de 2013   | El Paso, Estados Unidos     | Duro     | Denise Muresan      | Christiana Brigante Nikki Kallenberg           | 6-1 7-5          |
| Finalista | 5.  | 17 de fevereiro de 2014 | Surprise, Estados Unidos    | Duro (i) | Sanaz Marand        | Shuko Aoyama Eri Hozumi                        | 3-6, 5-7         |
| Finalista | 6.  | 2 de junho de 2014      | El Paso, Estados Unidos     | Duro     | Jamie Loeb          | Danielle Lao Hsu Chieh-yu                      | 4-6 6-4 [15-13]  |
| Finalista | 7.  | 26 de outubro de 2014   | Macon, Estados Unidos       | Duro     | Anna Tatishvili     | Madison Brengle Alexa Glatch                   | 0-6 5-7          |
| Campeã    | 10. | 21 de junho de 2015     | Sumter, Estados Unidos      | Duro     | Alexandra Mueller   | Jacqueline Cako Danielle Lao                   | 5–7, 7–5, [10–6] |
| Campeã    | 11. | 20 de julho de 2015     | Sacramento, Estados Unidos  | Duro     | Caitlin Whoriskey   | Nao Hibino Rosie Johanson                      | 6-4 3-6 14-12    |
| Campeã    | 12. | 20 de setembro de 2015  | Redding, Estados Unidos     | Duro     | Caitlin Whoriskey   | Michelle Sammons Varatchaya Wongteanchai       | 6–2, 7–5         |
| Campeã    | 13. | 18 de junho de 2016     | Sumter, Estados Unidos      | Duro     | Caitlin Whoriskey   | Jamie Loeb Carol Zhao                          | 7–6(7–5), 6–1    |
| Campeã    | 14. | 2 de julho de 2016      | El Paso, Estados Unidos     | Duro     | Caitlin Whoriskey   | Sanaz Marand Carol Zhao                        | 6–4, 7–6(7–3)    |
| Campeã    | 15. | 24 de julho de 2016     | Sacramento, Estados Unidos  | Duro     | Caitlin Whoriskey   | Jamie Loeb Chanel Simmonds                     | 6–4, 6–4         |